# Католицизм в Техасе
Католицизм в штате Техас представляет собой часть всемирной Римско-католической церкви. Штат территориально поделён на две церковные провинции:
- Архиепархия Галвестон-Хьюстона
- Архиепархия Сан-Антонио

## Статистика
Согласно данным Американского религиозного опроса, в 2008 году среди населения Техаса было 32 % католиков.
По данным Ассоциации статистиков американских религиозных организаций, в 2000 году в Техасе проживало 4 368 969 католиков.

## Церковная провинция Галвестон-Хьюстон

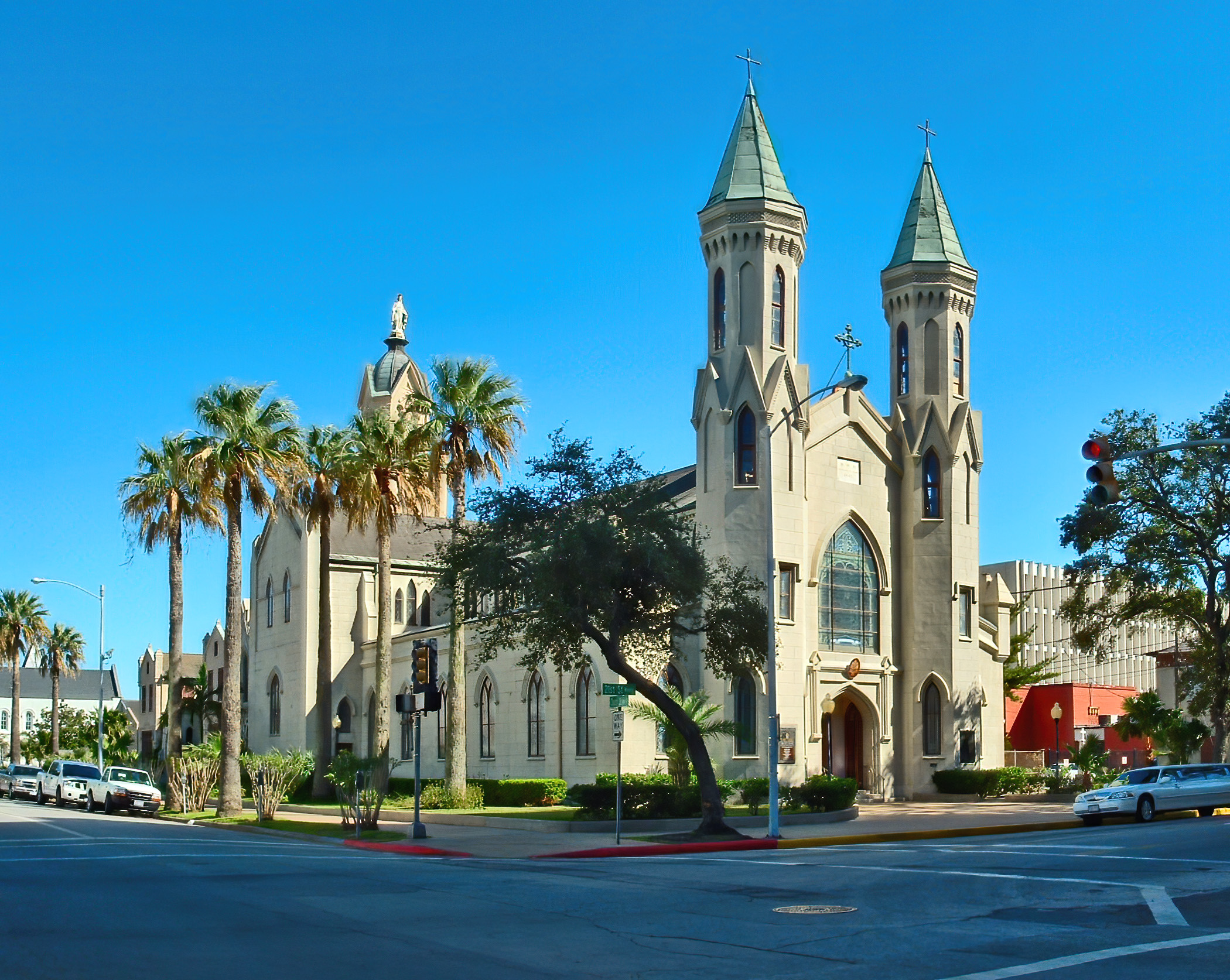
Собор Пресвятой Девы Марии, кафедральный собор Галвестон-Хьюстонской архиепархии

Провинция состоит из 7 епархий:
- Архиепархия Галвестон-Хьюстона
- Епархия Остина
- Епархия Бомонта
- Епархия Браунсвилла
- Епархия Корпус-Кристи
- Епархия Тайлера
- Епархия Виктории

### Галвестон-Хьюстонская архиепархия
Галвестон-Хьюстонская архиепархия включает в себя католические приходы 10 округов юго-восточной части штата Техас. Территория архиепархии составляет 23 257 квадратных километров. Католики составляют 20 % населения этой территории.

## Церковная провинция Сан-Антонио

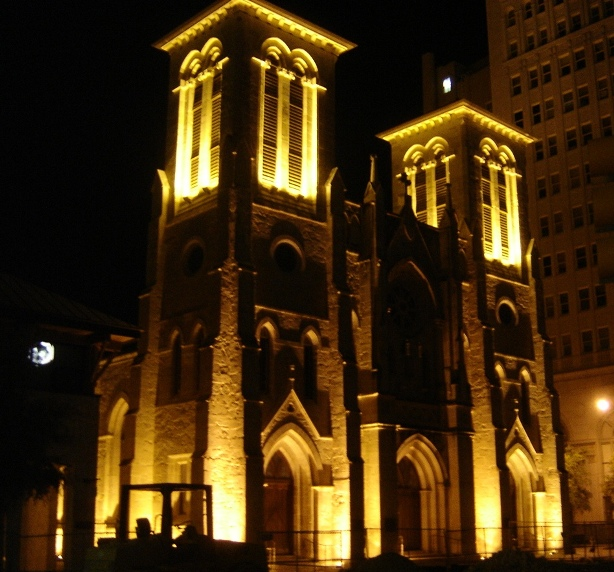
Кафедральный собор Святого Фернандо, кафедральный собор архидиоцеза Сан-Антонио

Провинция состоит из 8 епархий:
- Архиепархия Сан-Антонио
- Епархия Амарилло
- Епархия Далласа
- Епархия Эль-Пасо
- Епархия Форт-Уэрта
- Епархия Ларедо
- Епархия Лаббока
- Епархия Сан-Анджело

### Архиепархия Сан-Антонио
Архиепархия Сан-Антонио (англ. Archdiocese of San Antonio) — Территория архиепархии составляет 72 081 квадратных километров. Католики составляют 33,7 % населения этой территории. Архиепархия объединяет 667 667 католиков в 139 приходах (2004).